# Distretto di Nam Nao
Il distretto di Nam Nao (in thailandese: น้ำหนาว) è un distretto (amphoe) della Thailandia, situato nella provincia di Phetchabun.